# Плотовка
Плотовка — хутор в Волоконовском районе Белгородской области России. Входит в состав Погромского сельского поселения.

## География
Село расположено в юго-восточной части Белгородской области, в 16 км по прямой к юго-юго-западу от районного центра Волоконовки. Ближайшие населённые пункты: хутора Благодатный (200 м) и Курилов (650 м) к юго-востоку.

## Население
| 2002 | 2010 |
| ---- | ---- |
| 107  | ↘81  |